# Robinsonella speciosa
Robinsonella speciosa là một loài thực vật có hoa trong họ Cẩm quỳ. Loài này được Fryxell miêu tả khoa học đầu tiên năm 1973.